# 麥曉帆
麥曉帆（1983年—），香港年青作家，畢業於漢華中學，現為廣州暨南大學廣告系四年生，其母親馬翠蘿是兒童文學作家，父親麥蒔龍最近亦開始參與兒童文學寫作。麥曉帆曾在報刊及表「一家之『煮』等多篇故事。他於2001年獲邀成為《公教報》故事連載專欄作者,為報紙少年版撰寫少年系列故事,當時他只有17歲。2005年獲香港藝術發展局資助出版長篇推理小說《愛生事三人組》，於同年憑此書榮獲當屆「冰心兒童圖書獎」，此書也同時榮登2005年第十六屆中學生好書龍虎榜。
- 《拜金二世祖》

```
-2009年度「十大好讀」獎及第7屆書叢榜「十本好書」獎
```

- 《他約我去迪士尼》

```
-屢次上榜「十大好讀」及「我最喜愛的兒童好讀」
```

- 《愛生事三人組》(處女作)

```
-2005年第十六屆中學生十大好書龍虎榜
-2004[飛躍青春]系列排行榜榜首
-2004冰心兒童圖書獎
```

- 《妙探三人組》

```
-2005年冰心兒童圖書獎
```

- 《不良少年是校長》電子書 （页面存档备份，存于）
- 《拯救未來》(2000年)(與母親馬翠蘿合著)
- 《沒有謀殺的謀殺案》
- 《消失的遺囑》
- 《大俠黑旋PHONE》
- 《仍未確認》
- 《美麗有序》
- 《緣分筆記》
- 《鬼馬三人組》
- 《明星三人組》
- 《至叻三人組》(與父親麥蒔龍合著)
- 《超人有錢途》
- 《公主傳奇34穿越千年的思念》(與母親馬翠蘿合著)
- 《公主傳奇35公主的綠野仙屋》(與母親馬翠蘿合著)